# RalliSport Challenge 2
RalliSport Challenge 2 est un jeu vidéo de course de rallye, développé par Digital Illusions CE et édité par Microsoft Games, sorti en Europe le 21 mai 2004 sur Xbox. C'est la suite de RalliSport Challenge.

## Accueil
RalliSport Challenge 2 est accueilli de manière unanime comme étant un des meilleurs jeux de sa catégorie. Le magazine Joypad y voit « le plus beau et le plus fun de tous les jeux de rallye. » Pour le site web Jeuxvideo.com, RalliSport Challenge 2 est « une œuvre d'exception », le « meilleur jeu de rallye (orienté arcade) de la Xbox et trônera à ce titre (...) aux côtés de Colin McRae Rally 04. » Pour Gamekult, le jeu est « une réussite », qui mettra tout le monde « d'accord sur [sa] qualité plastique », mais le site signale toutefois que « la conduite paraîtra trop simplifiée avec une physique parfois douteuse aux yeux des puristes. »